# Helicochetus dimidiatus
Helicochetus dimidiatus är en mångfotingart som först beskrevs av Peters 1855.  Helicochetus dimidiatus ingår i släktet Helicochetus och familjen Odontopygidae. Inga underarter finns listade i Catalogue of Life.